# Alessandro De Rose
Alessandro De Rose (Cosenza, 2 luglio 1992) è un tuffatore italiano, specializzato nei tuffi dalle grandi altezze.

## Carriera
Nel 2014 ha ottenuto il quindicesimo posto nella FINA High Diving World Cup di Kazan' 2014 tuffandosi dalla piattaforma di 27 metri. L'anno successivo al FINA High Diving World Cup di Cozumeli 2015 si è classificato sedicesimo.
Ha rappresentato l'Italia a tre Campionati mondiali di nuoto: 2015, 2017, 2019.
De Rose ha vinto la sua prima tappa del Red Bull Cliff Diving World Series a Polignano a Mare, il 23 luglio 2017, in una battaglia all'ultimo tuffo conquistata dal cosentino.
Una settimana dopo si è aggiudicato la medaglia di bronzo ai Mondiali di Nuoto a Budapest, la prima di un italiano nelle grandi altezze. Due anni dopo a Gwangju, termina quinto.
Ha vinto il bronzo ai Campionati Europei del 2022 svoltisi a Roma.